# Live in a Dive: No Use for a Name
Live in a Dive: No Use for a Name to pierwszy koncertowy album punkrockowego zespołu No Use for a Name. Materiał, który znalazł się na nim jest przekrojem twórczości, jaką zespół uprawiał na sześciu studyjnych płytach. Piosenki zarejestrowano w listopadzie 2000 roku. Na płycie znajduje się także materiał wideo. 

## Lista utworów
1. "Intro" – 0:49
2. "Invincible" – 2:06
3. "Coming Too Close" – 2:53
4. "Chasing Rainbows" – 3:03
5. "On The Outside" – 3:06
6. "Straight From The Jacket" – 2:18
7. "Soulmate" – 3:34
8. "Not Your Savior" – 3:16
9. "Don't Miss The Train" – 3:39
10. "Justified Black Eye" – 2:35
11. "Gene And Paul I Hate You Most Of All And Ace, You're The Ace And Peter You're The Cat" – 0:55
12. "Sara Fisher" – 0:41
13. "Room 19" – 3:09
14. "The Answer Is Still No" – 2:30
15. "Martian" – 1:32
16. "Hail To The King" – 1:04
17. "Feeding The Fire" – 1:48
18. "Exit" – 4:09
19. "6 Degrees From Misty" – 3:34
20. "Redemption Song" – 3:45

## Twórcy

### Skład zespołu
Nie podano. Niemniej, wiadomo, że w tym okresie do zespołu należeli:
- Tony Sly - wokal, gitara
- Dave Nassie - gitara
- Matt Riddle - gitara basowa, wokal
- Rory Koff - perkusja

## Pozostały personel
- Adam - inżynier
- Dave - jego funkcja nie została podana
- Ryan Greene - producent, inżynier
- No Use for a Name - aranżacje
- Winni - projekty graficzne oraz okładki